# Pjotr Suvtjinskij
Pjotr Petrovitj Suvtjinskij, (ryska: Пётр Петрович Сувчинский), senare även Pierre Suvtjinskij, född 1892, död 1985, var en ukrainsk konstnärlig välgörare och musikkritiker. Han var arvtagare till en förmögenhet från sockerproduktion och tog pianolektioner av Felix Blumenthal, men hade ursprungligen tänkt sig att bli operasångare (tenor). Han var delägare i och utgivare av Sankt Petersburgtidningen Muzikalniy sovremennik grundad 1915. Han var vän med Nikolaj Mjaskovskij, Sergej Prokofjev och Igor Stravinskij. Han anses vara den verkliga författaren till Stravinskijs bok La poétique musicale. Han emigrerade från Ryssland till Berlin 1922 och bodde i Berlin och Sofia där han grundade ett ryskt-bulgariskt förlag. Därefter flyttade han till Paris där han tillbringade återstoden av sitt liv.